# Karl Komzák junior

Karl Komzák junior (vor 1897)

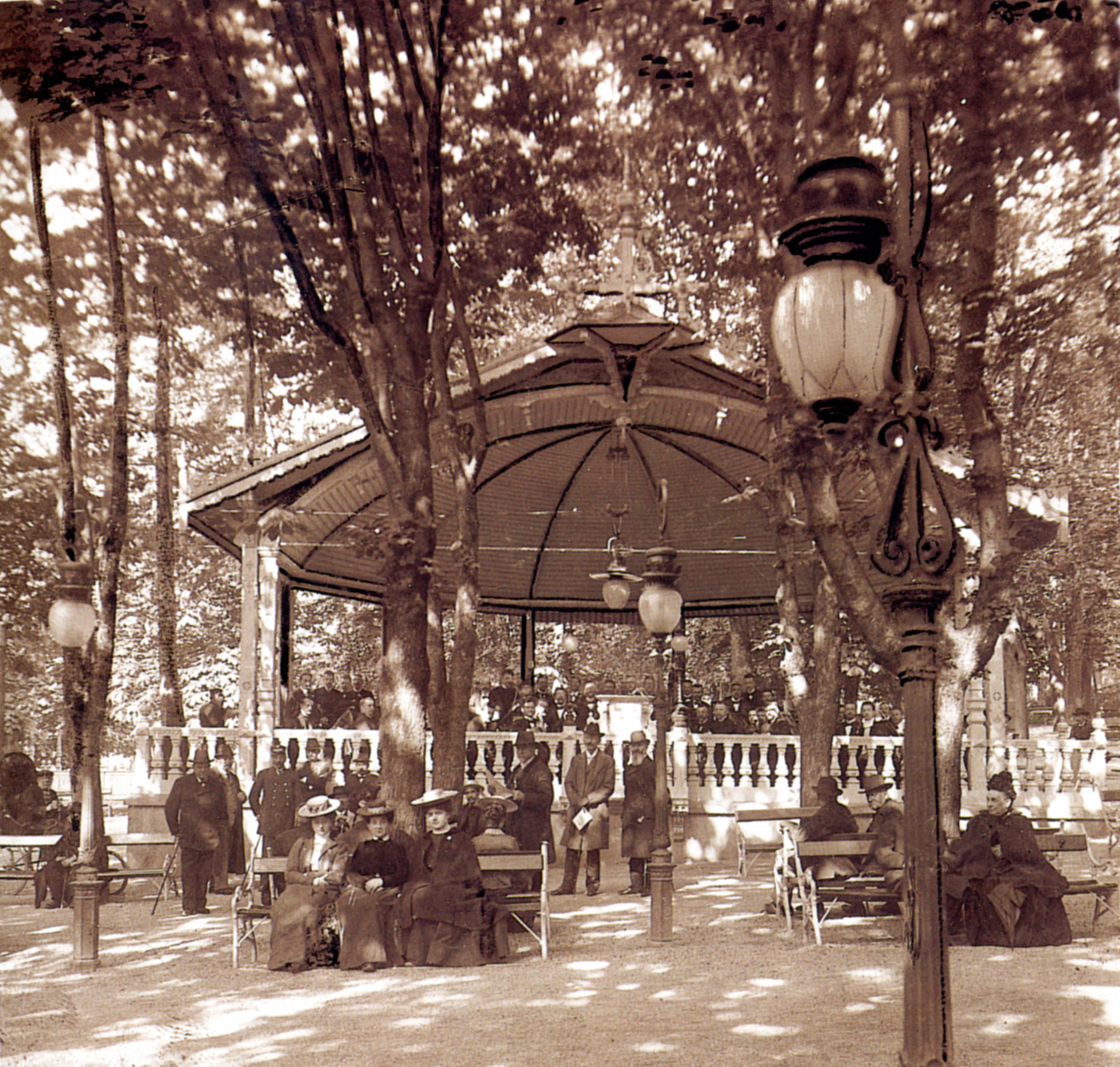
Baden bei Wien, 1894 erbauter Musikpavillon im Kurpark an der Karl-Komzák-Allee, Komzáks (noch heute vorhandene) Auftrittsstätte während der Sommersaisonen.

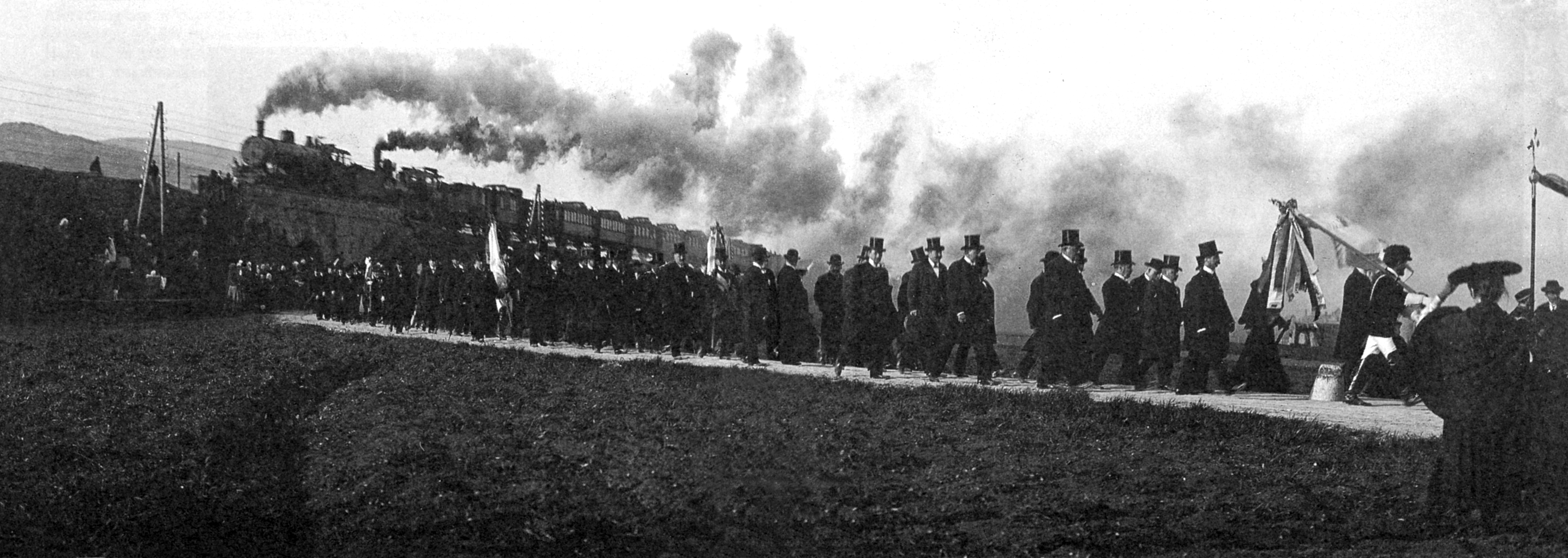
Baden bei Wien, Rudolf-Zöllner-Straße, Trauerkondukt Karl Komzák (25. April 1905)

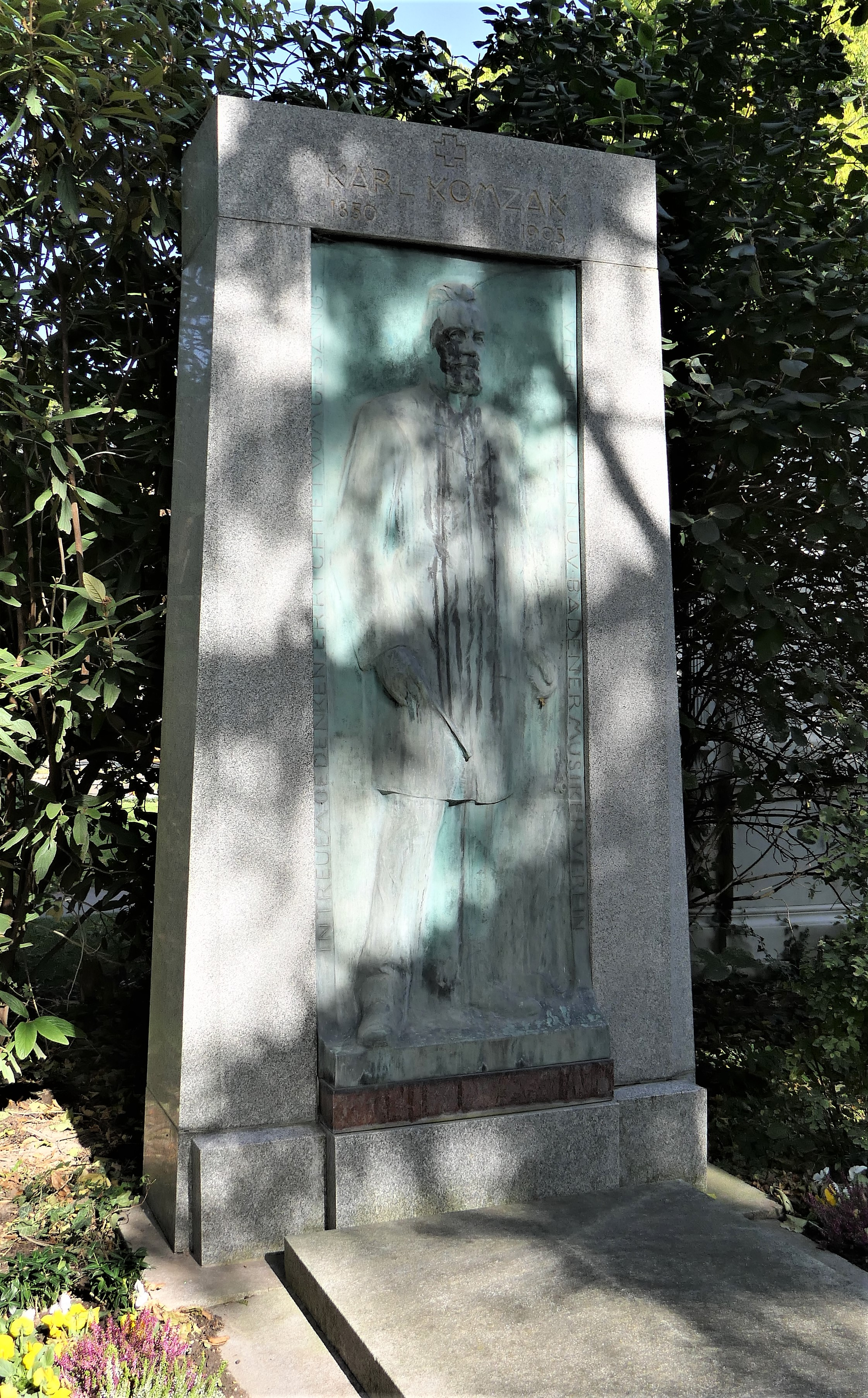
Grab von Karl Komzák junior

Karl Komzák, geboren als Karel Komzák (* 8. November 1850 in Prag; † 23. April 1905 in Baden bei Wien) war ein österreich-tschechischer Komponist. 

## Leben
Karl (eigentlich Karel) Komzák wurde am 8. November 1850 in Prag geboren. Schon früh erkannte sein Vater, Karl Komzák senior, das Talent seines Sohnes und unterrichtete ihn in Musiktheorie.
Von 1861 bis 1867 studierte Komzák am Konservatorium Prag bei Moritz Mildner und Anton Bennewitz Violine, war dann in der Kapelle seines Vaters tätig und wurde 1870 Zweiter Kapellmeister am Linzer Landestheater. Ende 1871 übernahm er die Kapellmeisterstelle beim k.u.k. Infanterieregiment „Graf von Khevenhüller“ Nr. 7 in Innsbruck und leitete dort auch die Innsbrucker Liedertafel, deren Ehrenmitglied er wurde.
1877 verheiratete sich Komzák in Innsbruck mit Eugenie Reichardt (ab Juli 1888 nach Standeserhöhung ihres Vaters, des pensionierten Artillerie-Oberstleutnants Johann Reichardt, Reichardt Edle von Hardtland; † 14. Dezember 1923 in Baden bei Wien, Alter: 66 oder 67).
Ab 1883 war er Kapellmeister des k.u.k.Infanterie-Regiments Nr. 84 in Wien, jenes Klangkörpers, der unter Karl Komzáks Stabführung überregionale Anerkennung erfuhr und bei der Weltausstellung in Paris 1889 als „die beste aller Militärkapellen der Welt“ prämiiert wurde.
1890 verfasste Komzák im Auftrag des k.u.k. Kriegsministeriums eine neu orchestrierte Fassung der Volkshymne, die ab 1929 als Bundeshymne unterlegt mit dem Text von Ottokar Kernstock; wieder Verwendung fand. 1898 errang er im Kompositionswettbewerb um den Kaiser-Franz-Josef-Jubiläumsmarsch (op. 260) unter 92 Einreichungen den ersten Preis.
Komzák war Ehrenmitglied verschiedener musikalischer Vereinigungen und besaß in- und ausländische Orden (u. a. von Serbien, der Türkei, Montenegro sowie Persien).
Das Publikum liebte Komzák stets, weil er eine sympathische Ausstrahlung besaß und eine freundliche Natur hatte. Im September 1892 übersiedelte Karl Komzák nach Baden, wo er mit 26. April 1893 die (ein Jahr vakant gewesene) Leitung des Kurorchesters übernahm, zunächst auf Grundlage eines Zweijahresvertrags, der ihm einräumte, während des Winters „dem nach Mostar verlegtem Regiment“ zur Verfügung zu stehen (sonst beurlaubt); erst 1896 erfolgte der Abschied vom Militär.
In den ersten Jahren stellte er mit Hilfe seines Archivars und Hornisten Georg Müller ein eigenes Orchester zusammen, mit 1903 kam auf Kosten der Kurkommission das Orchester des Wiener Konzertvereins mit 40 Mann für die Sommersaison (1. Mai bis 15. Oktober) nach Baden, Komzák dirigierte dann auch die populären Konzerte im Wiener Großen Musikvereinssaal und unternahm Gastspielreisen. Aus dieser Zeit stammt sein bekanntestes Werk, der Walzer Bad’ner Mad’ln.
Komzák verhalf dem seit 1903 aktiven Badener Kurorchester zu neuer Blüte: u. a. dirigierte er 1903 das Orchester in Warschau, 1904 bei der Weltausstellung in St. Louis, Missouri, USA. Komzák war damit auf dem Höhepunkt seiner Karriere angekommen – „seit Johann Strauß’ Zeiten nicht einmal einen ebenbürtigen Gegner“ besitzend.
Am Ostersonntag 1905 starb Komzák, als er in Baden versuchte, auf einen abfahrenden Zug der Südbahn aufzuspringen, und dabei unter dessen Räder geriet. Bereits kurz vor dem Tod Komzáks war es im Hinblick auf eine Weiterverpflichtung des Klangkörpers zwischen Kurkommission und Wiener Konzertverein zu finanziellen Differenzen gekommen. Diese führten wenige Monate nach dem Ableben des Orchesterleiters zu der Entscheidung der Stadt Baden, ein eigenes erstklassiges, das ganze Jahr über wirkendes Kur- wie Theaterorchester zu gründen.
Zunächst wurde Komzák, u. a. in Anwesenheit von Franz Lehár und Carl Michael Ziehrer, in Baden zu Grabe getragen. Die Witwe akzeptierte jedoch in der Folge das Anerbieten des Wiener Bürgermeisters, Karl Lueger, Meister Komzák in einem Ehrengrab (Wiener Zentralfriedhof, Gruppe 32 A, Nummer 13) letztzubestatten – ein kommunales Versprechen, das mit 11. November selben Jahres eingelöst wurde. Am 9. Juni 1907 wurde im Beisein von Komzáks Witwe, Sohn wie Tochter an der Grabstelle ein vom Gesangverein Baden sowie dem Badener Musikverein gestiftetes, vom Bildhauer Peter Breithut (1869–1930) entworfenes, auf Rechnung von Arthur Krupp gegossenes Denkmal enthüllt.
Komzáks musikalischer Nachlass war bedeutend: Kompositionen für Streichorchester fielen den Universalerben (der Witwe, zwei Söhnen sowie einer Tochter) zu, Kompositionen für Blechmusik sowie eine Notensammlung waren letztwillig der Musikkapelle des k.u.k.  Infanterie-Regiment Nr. 84 gewidmet.
Sein Sohn Karl Komzák (1878–1924) wurde ebenfalls Komponist und Kapellmeister.
1924 wurde im 22. Wiener Gemeindebezirk, Donaustadt, im Gedenken an den zu seiner Zeit populärsten Militärkapellmeister Österreichs die „Komzakgasse“ benannt.

## Werk
- 66 Märsche (u. a. "84-er Regimentsmarsch" und "Erzherzog-Albrecht-Marsch" sowie den "Gothenmarsch" auf das Corps Gothia Innsbruck)
- 21 Walzer (u. a. Bad’ner Mad’ln, Maienzauber und Fideles Wien)
- Volksoper Edelweiss, uraufgeführt 1892 am Salzburger Stadttheater (1892 in München von Komzák selbst dirigiert)[4]
- Tänze und Lieder
- Männerchöre (für den Wiener Männergesang-Verein)[4]
- Volksliedchen und Märchen, op. 135